# Vanessa (musikgrupp)
Vanessa var ett alternativrockband från Södertälje. 
De har hittills släppt tre album och en EP. Bandet har varit inaktiva sedan 2012. Bandmedlemmarna har på senare tid varit aktiva i andra projekt, däribland Port Noir och Marsh.
De har fått pris för bästa sångare och bästa trummis och vann "Musik direkt" i maj 2005.
De har vunnit musiktävlingen Lidingörocken och Spinnrocken i Södertälje.
De har fått mycket uppmärksamhet i Länstidningen Södertälje. Musiken de spelar är oftast inspirerad av Radiohead, Muse, Mew, Akira Yamaoka, PJ Harvey, Placebo eller Silverchair.

## Medlemmar
- Marcus Nordin - sång, gitarr, piano, keyboard
- Love Andersson - gitarr, basgitarr
- Andreas Wiberg - trummor

### Tidigare medlemmar
- Joakim Näslund - Gitarr
- Patrik Angestav - Keyboard
- Nils Forsmark - Basgitarr
- Mikael Norstedt - Basgitarr
- Björn Pinner - Basgitarr

## Diskografi
- The Railwaybridge (2003)
- Replace Me With Something New (2004)
- The Wise & the Constant Guardian (2007)
- One Half of a Cute Couple EP (2008, endast tillgänglig på bandets myspace-sida)
- Umbilical Cord (2011)

### Fotnoter
1. ↑  Margareta Cronquist (9 maj 2005). ”David är en av vinnarna vid årets Musik direkt”. Örnsköldsviks allehanda. Arkiverad från originalet den 18 augusti 2019. https://web.archive.org/web/20190818232353/https://www.allehanda.se/artikel/david-ar-en-av-vinnarna-vid-arets-musik-direkt. Läst 20 september 2016.
2. ↑  Johanna Wreder. ”Drömturnén hägrar. Bandet Vanessa tog hem priset i stor musiktävling – en proffsturné.”. Mitt i Södertälje. Arkiverad från originalet den 28 november 2018. https://web.archive.org/web/20181128211132/http://arkiv.mitti.se/2005/Arkiv%20v22-05/S%C3%B6dert%C3%A4lje/MISE14A20050530SEV1.pdf. Läst 28 november 2018.